# 兩難

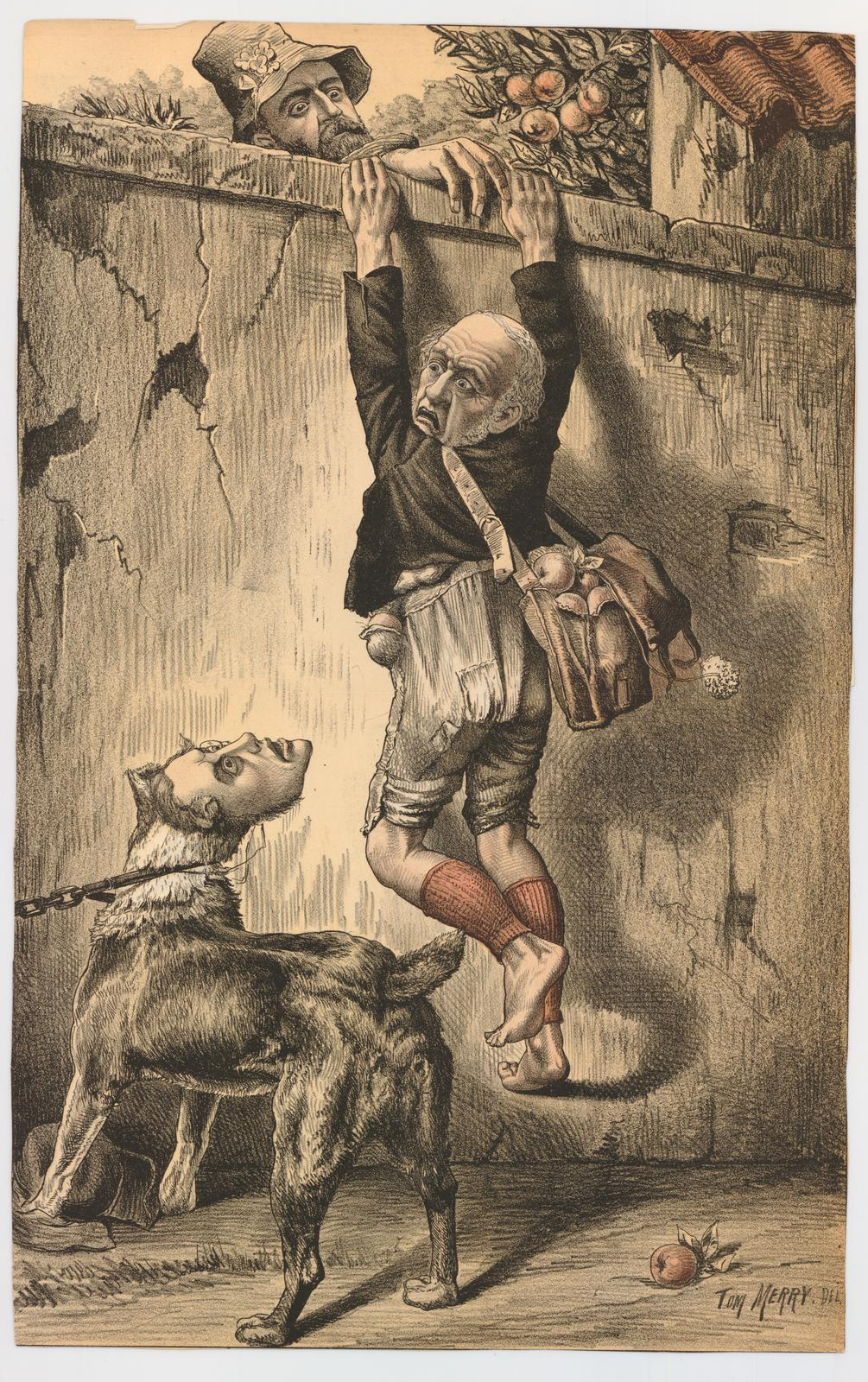
卡通描繪了威廉·格萊斯頓面臨的兩難：如果他爬上去逃避看門狗，他將面對那男人的憤怒；但如果他為了躲避那男人而跳下，看門狗將會攻擊他。

两难（英語：Dilemma），或译困境，源自希腊语的双重命题（δίλημμα），是一个提供两种可能性的问题，这两种可能性都不是明确可接受或更可取的。

## 词源
15世纪时，Gabriel Nuchelmans将拉丁文中的困境一词归功于洛伦佐·瓦拉。在洛伦佐·瓦拉传统上被称为《Dialectica》的逻辑文本的后期版本中，洛伦佐·瓦拉声称这是希腊文中困境一词的拉丁文等价物。 
瓦拉所創造的新词並沒有立刻被普遍接受，當時人們更偏好使用西塞罗所用的既有拉丁詞「complexio」，而當談到顛覆兩難推理時，則使用「conversio」。但在Juan Luis Vives的支持下，到了16世紀末，這詞已被廣泛使用。 
困境通常被表述为“你必须接受A或B”，其中A和B是各自导致某个进一步结论的命题。 在这种情况下，它可以被称为“二分法”。但当它不正确时，这种困境就构成了一种逻辑謬誤，即假两难推理。傳統的用法將兩難作為「有角的三段論」與吸引了拉丁名稱cornutus的詭辯區分開來。在英文中「horns」這個詞的原始使用被歸因於Nicholas Udall，在他1548年的書《Paraphrases》中，他從拉丁詞「cornuta interrogatio」翻譯過來。